# Tanjung Agung (Pagar Gunung)
Tanjung Agung is een bestuurslaag in het regentschap Lahat van de provincie Zuid-Sumatra, Indonesië. Tanjung Agung telt 1194 inwoners (volkstelling 2010).